# San Esteban de Treviño
San Esteban (en euskera: San Esteban) o San Esteban de Treviño (en euskera: San Esteban Trebiñu) es una localidad española del municipio burgalés de Condado de Treviño, en la comunidad autónoma de Castilla y León. 

## Localidades limítrofes
Confina con las siguientes localidades:
- Al noreste con Añastro.
- Al sureste con Muergas.
- Al oeste con Pangua.
- Al noroeste con La Puebla de Arganzón.

## Historia
Así se describe a San Esteban de Treviño en el tomo VII del Diccionario geográfico-estadístico-histórico de España y sus posesiones de Ultramar, obra impulsada por Pascual Madoz a mediados del siglo XIX:

Aldea en la provincia, audiencia territorial y capitanía general de Burgos (16 leguas), diócesis de Calahorra (18), partido judicial de Miranda de Ebro (3), y ayuntamiento de Treviño (1); Situada en un llano al N de la sierra llamada de San Formerio; su clima es saludable, reinan los vientos N y NE, siendo las enfermedades más frecuentes los constipados. Tiene 9 casas; una fuente para el surtido del vecindario, cuyas aguas son muy frescas y buenas; una iglesia parroquial (San Esteban) servida por 3 beneficiados, de los cuales el uno ejerce la cura de almas, y su provisión corresponde al ordinario; los demás son de presentación del cabildo; hay también un sacristán eclesiástico de igual presentación y un organista pagado por el pueblo y la fábrica; en el término y sobre una elevada colina se halla la ermita de San Formerio mártir, con su templo hermosísimo a donde concurre un inmenso gentío a venerar los restos de dicho santo contenidos en un magnífico sepulcro cerrado con 7 llaves que están en poder de los curas de San Esteban, Pangua, Burgueta, Estabillo, Armiñón, Añastro y Muergas; en esta ermita además de la habitación que ocupa el ermitaño que reside en ella, hay localidad bastante para hospedarse los cofrades, cuyo número es considerable, y el ayuntamiento de Treviño que es el que preside las reuniones de aquellos. Confina el término N Puebla de Arganzón; E Sierra de San Formerio; S Pangua, y O Añastro y Muergas. El terreno es de mediana calidad para trigo; comprende al E un poco de monte que no cría la suficiente leña para el consumo de los vecinos. Caminos: los locales. Correos: la correspondencia la reciben los interesados en la Puebla de Arganzón, en donde llega y sale todos los días. Producciones: trigo, cebada, avena, nueces y alguna manzana; ganado vacuno y mular en corto número; y caza de perdices y codornices. Población: 6 vecinos, 23 almas. Capital productivo: 242.500 reales. Imponible: 23.438.
Diccionario geográfico-estadístico-histórico de España y sus posesiones de Ultramar

## Demografía
Evolución de la población
| Gráfica de evolución demográfica de San Esteban de Treviño entre 2000 y 2018 |
|                                                                              |
| Población de derecho (2000-2018) según el padrón municipal del INE           |

## Patrimonio

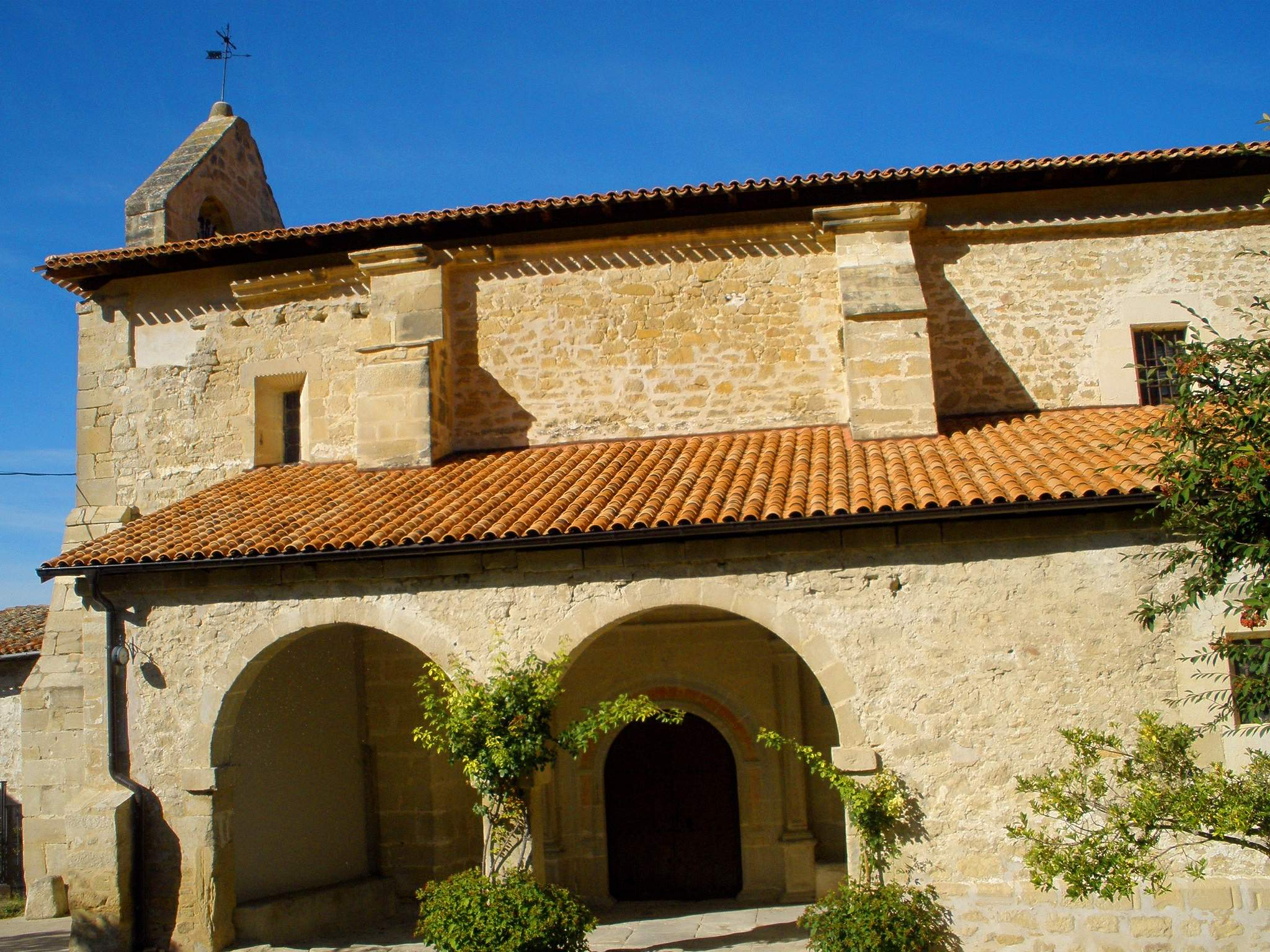
Vista de la iglesia de San Esteban

Hay en el lugar una iglesia de San Esteban.